# لعاب
اللُّعاب هو مادّة سائلة موجودة في أفواه الحيوانات والإنسان وتفرزه الغدد اللّعابية الموجودة فيها، غير أن اللّعاب الموجود في فم الإنسان يتكون في معظمه من 99.3% من الماء أما الـ 0.5 % المتبقّية فهي تحتوي على: مركّبات أيونيَّة، موادّ لزجة، بروتينات سكريَّة، إنزيمات، ومواد بكتيريَّة، وأخرى مضادة للبكتيريا مثل (الغلوبين المناعيّ«أ» والليزوزيم) إضافة إلى إنزيم الأميلاز اللعابي الذي يعمل على تفكيك جزيئة النشاء إلى سكر الشعير مالتوز.
تكمن أهمِّيَّة الإنزيمات الموجودة في اللُّعاب في الدَّور الَّذي تلعبه خلال المرحلة الأولى من الهضم، حيث تقوم بتفكيك كلٍّ من المأكولات النشويَّة والدُّهنيّة إلى موادٍّ أبسط، إضافة إلى دورها الهام في عمليَّة تحليل أجزاء الطّعام الّتي تعلق في تشقّقات الأسنان، ممّا يعمل على حماية الأسنان من التسوّسات الجرثوميّة.
كما يقوم اللّعاب بتسهيل عمليّة البلع وانزلاق الطّعام خلال المريء، فهو يعمل على ترطيب الطّعام وإعطائه قوامًا عجينياً؛ كما يحمي اللّعاب الأسطح الدّاخليّة الّتي تغلّف جدار الفم ويمنعها من الجفاف.
لا تقتصر أهمّيّة اللّعاب لدى الأنواع الحيّة على المساعدة في عمليّة تفتيت الطّعام فحسب، وإنّما تمتدّ إلى أبعد من ذلك؛ فبعض أنواع الطّيور من فصيلة (سويفت) تستخدم لعابها الصّمغي لبناء الأعشاش، وتُستخدم أعشاش (Aerodramus) ذات القيمة العالية في صناعة حساء عشّ العصفور.
بالإضافة إلى ذلك، فإنّ أفعى الكوبرا والڤايبر وبعض الأنواع الأخرى من الأفاعي شديدة الخطورة تصطاد باستخدام لعابها السّام الذي تحقنه بواسطة أنيابها. وليس هذا فقط، فبعض المفصليات كالعناكب واليسروع تُصنِّع خيوطها من خلال الغدد اللّعابية.

## الوظائف
للعاب وظائف عديدة فهو يساهم في:
- عميلة هضم الطعام.
- الحفاظ على سلامة وصحة الفم.

وفي حال تأثرت هذه الوظائف فإن نسبة حصول كل من تسوس الأسنان والتهاب اللثة ومشاكل أخرى تصيب الفم ستزداد ازدياد ملحوظ.

### التزليق /التشحيم
يغطي اللعاب جدار الفم الداخلي، وهذا يعمل على حمايته ميكانيكياً من التلف خلال عمليات المضغ والبلع والتحدث.
تكون كمية اللعاب المفرزة لدى بعض الناس قليلة (جفاف الفم) وهذا قد يؤدي في الغالب إلى تقرح الفم وبقاء الطعام عالقاً داخل الفم.

### الهضم
يشارك اللعاب في عملية هضم الطعام، فهو يقوم بترطيب الطعام ويساعد على تكوين مضغة الطعام.
تسهل عملية التشحيم التي يوفرها اللعاب انزلاق مضغة الطعام من الفم إلى المريء.
يحتوي اللعاب على إنزيم الأميلاز، ويسمى أيضا «بتيالين»، والذي يعمل على تحطيم النشا وتحويله إلى سكر بسيط مثل سكر الشعير، المالتوز، والدكسترين التي يتم تبسيطها أكثر وتحويلها لما هو أبسط داخل الأمعاء الدقيقة.
نحو 30% من النشا يجري هضمه في الفم.
كما تفرز الغدد اللعابية الليباز اللعابي لبدء عملية الهضم؛ وهو يقوم بدور رئيس في هضم الدهون عند حديثي الولادة، فالبنكرياس ما زال يحتاج إلى بعض الوقت ليصبح قادراً على إفراز الليباز.

### وظيفته كمخزن للأيونات وكمحلول منظم
يعد اللعاب فوق المشبع بمختلف الأيونات، بعض البروتينات اللعابية تمنع الترسب الذي قد يؤدي إلى تكون الأملاح، هذه الأيونات الموجودة في اللعاب تجعل اللعاب يعمل كمحلول منظم يحافظ على حامضية الفم بمقدار معين.
فالوضع المثالي لحامضية الفم يجب أن يكون ضمن المجال 6.2 إلى 7.4 هذا يعمل على منع المعادن الموجود في الأنسجة السنية الصلبة من الذوبان.

### وظيفة هرمونية
يحتوي اللعاب على الأنهيدرازُ الكَرْبُونِيَّي والذي يلعب دورًا في عملية نمو البراعم الذوقية في اللسان.

### دوره في التذوق
للعاب أهمية كبيرة في حاسة التذوق، فهو وسط سائل يحمل المواد الكيميائية إلى خلايا التذوق المستقبلة ضمن اللحيمات اللسانية، غالبًا ما يشكو الأشخاص الذين لديهم كمية قليلة من اللعاب من خلل الذوق (ضعف في حاسة الذوق أو طعم معدني سيئ طوال الوقت).

### لعق الجروح
من ضمن معتقداتنا أن اللعاب الموجود في الفم معقم بشكل طبيعي وهذا ما يدفع العديد من الناس إلى لعق الجروح باعتقادهم أن هذا مفيد، وفي الدراسات التي أجريت في جامعة فلوريدا في غينزفيل تم اكتشاف أن البروتين المسمى عامل نمو الأعصاب الموجود في لعاب الفأر إذا تم وضعه على الجرح فإنه يلتئم بسرعة تضاعف سرعة التئامه إذا لم يكن البروتين موجودًا؛ لذلك فاللعاب يساعد على التئام الجروح في بعض الأجناس.
إلا أن هذا البروتين لا يوجد في اللعاب البشري؛ لكن الدراسات وجدت أن لعاب الإنسان يحتوي على عوامل مضادة للبكتيريا مثل: الغلوبين المناعي أ واللاكتوفيرين والليزوزيم والبيروكسيداز،
ولم تظهر أن لعق الجروح يعمل على تعقيمها؛ إنما ينظفها بإزالة الملوثات كبيرة الحجم مثل الأغبرة، وقد يساعد على إزالة الأجسام المعدية وتنظيفها؛ لذلك قد يكون اللعق فيه إزالة للكائنات الممرضة ومفيدًا للإنسان أو الحيوان إذا لم يتوفر الماء.
إن فم الحيوانات موطن للكثير من البكتيريا التي قد يكون بعضها ممرضًا، فبعض الأمراض مثل: الحلأ والقوباء؛ الذي يمكن أن ينتقل من خلال الفم، لذلك يتم معالجة عضة الإنسان والحيوان بمضادات حيوية خوفًا من الإصابة بتسمم الدم الجرثومي (الإِنْتانٌ الدَمَوِي).

### صمغ لبناء أعشاش الطيور
هنالك العديد من الطيور من عائلتي السنونو والأبوديديا؛ تفرزان لعابًا لزجًا يساعدها على لصق المواد والأغصان ببعضها البعض لتتمكن من بناء العش،
وذلك في مواسم بناء الأعشاش، هناك صنفان فقط من عائلة السنونو تستخدم لعابها وحده لبناء أعشاشها وهذان الصنفان يدخلان كشيء أساسي في تحضير حساء عش الطيور.

### الإثارة وتنشيط الخلايا
إن إفراز اللعاب يعمل على تنشيط كلا الجانبين الودي واللاودي للجهاز العصبي؛ حيث يحفز اللعاب الكثيف الجانب العصبي الودي الذي يساعد على التنفس بينما يقوم اللعاب السائل على تحفيز الجانب اللاودي الذي يدعم عمليات الهضم.
تحفيز الجانب اللاودي يؤدي إلى إنتاج الناقل العصبي (أسيتيل كولين) الذي يُفرز على الخلايا العصبية، وعند ارتباطه بمُستقبِلات (المسْكارين وخاصة نوع «م» منها) مما يعمل على زيادة تركيز الكالسيوم في داخل الخلايا بواسطة نظام المرسال الثاني (IP /DAG)، وهذا يعمل على اندماج الحويصلات مع الجزء العلوي من الجدار الخلوي للخلية، مما يؤدي إلى إخراج محتوياتها لخارج الخلية.
كما يعمل هذا الناقل العصبي على تحفيز الغدد اللعابية لإفراز إنزيم (الكاليكريين) الذي يحول (مُوَلِّدُ الكاينين إلى ليزيل براديكينين) وهو الذي يعمل ضمن الأوعية الدموية والشعيرات الخاصة بالغدد اللعابية لتوسعتها، وبالتالي زيادة نفاذيتها، وهذا في النهاية يؤدي إلى زيادة تدفق الدم إلى خلايا الغدد العينية، وبالتالي زيادة إنتاج اللعاب.
إضافة على ذلك فإن المادة "P" ترتبط بمستقبلات (التيكانين1) وهذا يعمل على زيادة تركيز الكالسيوم داخل الخلايا وبالتالي زيادة إفراز اللعاب.
أخيرًا تحفيز كلا الجانبين العصبيين الودي واللاودي يؤدي إلى إنقباض النسيج الطلائي الموجود على سطح خلايا الغدد مما يسبب إخراج المواد المطلوب إفرازها من مستودعها في خلايا الغدة إلى القنوات ومن ثم إلى تجويف الفم.
ينتج عن تحفيز الجانب العصبي الودي إفراز (مادة النورأبينفرين) التي ترتبط مع مستقبلات أَدْرينِيَّةٌ أَلْفاوِيَّة، مما يؤدي إلى زيادة تركيز الكالسيوم في داخل الخلايا، مسببةً زيادة في نسبة إخراج السوائل بالنسة إلى إخراج البروتينات، إذا أرتبط النورأَبِينِفْرين بالمُسْتَقْبِلَات الأَدْرينِيَّةٌ من نوع (بيتا) فإن ذلك يؤدي إلى زيادة إفراز البروتين أو الإنزيمات بالنسبة إلى إفراز السوائل.
يعمل التحفيز بواسطة النورابفيرين بدايةً على تقليص تدفق الدم إلى الغدد اللعابية بسبب انقباض الأوعية الدموية؛ لكن هذا التأثير ما يلبث أن ينعكس بتأثير من مواد متعددة تعمل على توسعتها.
كما يمكن زيادة إنتاج اللعاب وتحفيزه باستخدم بعض أنواع العقاقير الخاصة بذلك والتي يطلق عليها (sialagogues). كما يمكن تثبيط إفرازه بعقاقير أخرى تسمى (antisialagogues).

## الإفراز اليومي من اللعاب
هناك الكثير من الجدال حول كمية اللعاب التي يتم إنتاجها يومياً في الإنسان السليم؛ فالمقدار قد يتراوح من (0.75 إلى 1.5) لترًا لليوم؛ بينما يكاد ينعدم في أثناء النوم.
تساهم الغدة اللعابية الموجودة تحت الفك السفلي بما نسبته (70-75%) من كمية اللعاب المفرز، بينما تساهم الغدة النكفية بما نسبته (20-25%) وما تبقى تفرزه الغدد اللعابية الأخرى.

## محتويات اللعاب
كما علمنا سابقاً؛ يتم إنتاج اللعاب في الغدد اللعابية واللعاب البشري يتكون بنسبة 99.5% من الماء، ولكنه يشمل العديد من المواد المهمة مثل:
- الشوارد الكهربائية
- المخاط
- المركبات المضادة للبكتيريا
- إنزيمات متنوعة.[3]

### اللعاب سائل يحتوي على
- الماء 99.5%.
- الشوارد الكهرلية:
  - 2-21 مل مول /لتر صوديوم (وهذه النسبة أقل منها في بلازما الدم).
  - 10-36 مل مول /لتر بوتاسيوم (أعلى منها في بلازما الدم).
  - 1.2-2.8 مل مول/لتر كالسيوم (مطابقة لها في بلازما الدم).
  - 0.08-0.05 مل مول /لتر مغنيسيوم.
  - 5-40 مل مول/لتر كلوريد (أقل منها في بلازما الدم).
  - 25 مل مول /لتر بيكربونات (أعلى منها في بلازما الدم).
  - 1.4 -39 مل مول/لتر فوسفات.
  - اليود (تركيزه غالباً أعلى منه في البلازما ولكنه يختلف باختلاف نسبة اليود التي تُأخذ من الأكل).
- المخاط (المخاط في اللعاب يتكون في الغالب من عديدات السكاريد المخاطية وبروتينات سكرية).
- مركبات مضادة للبكتيريا (مثل: ثيوسيانات وبيروكسيدُ الهِيدْروجِين والغلُوبولينٌ المَناعِيّ "أ").
- عامل نمو البشرة
- أنزيمات مختلفة؛ هناك ثلاثة أنزيمات رئيسة موجودة في اللعاب:
  - ألفا أميلاز وهو ما يفرز من الخلايا العينية الخاصة بالغدة النكفية وغدة تحت الفك السفلي؛ الذي يبدأ عملية هضم النشاء وتبسيطه قبل عملية بلع الطعام، وهو يعمل عند درجة الحموضة ذات القيمة 7.4.
  - الليباز اللساني وهو الذي يفرز من قبل الخلايا العينية الخاصة بالغدة تحت اللسانية ويعمل عند درجة حموضة تتراوح حول الأربع درجات؛ ولذلك هو لا يعمل حتى يصل إلى الوسط الحمضي المتوفر في المعدة.
  - كاليكريين، وهو عبارة عن إنزيم يعمل على تحويل «مُوَلِّدُ الكاينين» (ذو الوزن المولي العالي) إلى «براديكينين» وهو موسع للأوعية الدموية يُفرز من الخلايا العينية للغدد اللعابية الرئيسة الثلاث.
  - إنزيمات مُضادة المِكروبات تعمل على قتل البكتيريا.
    - الليزوزيم.
    - لاكتوبيروكسيداز اللعابي.
    - اللاكتوفيرين.[14]
    - الغلوبين المناعي «أ».[14]

  - برولين غني بالبروتينات (يعمل في تكوين الميناء، وربط الكالسيوم، وقتل المكروبات بالإضافة لعملية التزييت).[14]
  - إنزيمات متواجدة بقلة تشمل: (الفوسفتاز الحمضية) أ+ب، N-acetylmuramoyl-L-alanine amidase، فوق أكسيد الدسموتاز، ناقل غلُوتاثَيون، النوع الثالث من نازِعَة هيدْروجينِ الأَلْدَهيد، مُصاوِغَةُ الغلُوكُوز -6- فُسْفات، والكاليكريين غير معروف الوظيفة).[14]
- خلايا: من الممكن تواجد 8 ملايين خلية بشرية و500 مليون خلية بكتيرية للمليلتير الواحد، ووجود هذه المنتجات البكتيرية (مثل: الأحماض العضوية الصغيرة، الأمينات، والثيولات) يعطي اللعاب رائحة كريهة في بعض الأوقات.
- «اوبيورفين»، وهو مادة مسكنة للألم توجد في اللعاب البشري.
- «الهابتوكرين»: وهو بروتين له القدرة على الارتباط بالفيتامين بي 12 لحمايته من التحطم في المعدة إلى حين ارتباطه بالعامل المعدي الداخلي.

## البصق
وهو عبارة عن إخراج اللعاب أو أي مواد أخرى بقوة من الفم إلى الخارج، وفي الغالب يعتبر هذا التصرف غير لائق على الصعيد المجتمعي في العديد من بلدان العالم حتى الدول الشرقية؛ حيث يعتبر ممنوعًا ضمن القوانين المحلية (لأنه قد يسبب انتشار العدوى والإصابة بالأمراض)، هذه القوانين في الغالب ليست إجبارية، وفي سنغافورة قد تصل غرامة البصق إلى 2000 $ مثلها مثل العديد من الجرائم التي تصل غرامتها إلى هذا الحد؛ ويمكن أن يعتقل الشخص لهذا السبب، وفي بعض الأجزاء الأخرى من العالم كالصين يعتبر البصق شيئًا مقبولًا إجتماعيًا (حتى لو كان من الناحية الرسمية غير مقبول أو غير قانوني)؛ والأناس الذين يقومون بهذا الفعل ما زال يمكن ملاحظتهم في بعض الثقافات، إن بعض الحيوانات وأحيانًا البشر أيضًا يقومون بعملية البصق كحركة دفاعية، فالجمل على سبيل المثال يقوم بذلك، ولكن معظم الجمال يتم تدريبها وترويضها على عدم فعل ذلك عندما تكون مهتاجة أو خائفة.